# Nagroda Ukraińskiej Akademii Filmowej
Nagroda Ukraińskiej Akademii Filmowej „Złoty Dziga” (ukr. Золота дзиґа – кінопремія Української кіноакадемії) – nagroda w dziedzinie filmu przyznawana przez Ukraińską Akademię Filmową za osiągnięcia zawodowe oraz wkład w rozwój ukraińskiej kinematografii. Nagroda jest ukraińskim odpowiednikiem amerykańskich Oscarów.
W 2020 roku nominację do nagrody otrzymał film Obywatel Jones w reżyserii polskiej reżyserki Agnieszki Holland.

## Nazwa
Nazwa nagrody upamiętnia Dzigę Wiertowa. Dziga (ukr. дзиґа – bąk) Wiertow to pseudonim artystyczny Dawida Abelowicza Kaufmana, urodzonego w Białymstoku, wybitnego dokumentalisty filmowego, którego zrealizowany w 1929 roku film Człowiek z kamerą został przez brytyjski magazyn „Sight & Sound” uznany za najlepszy film dokumentalny wszech czasów.

## Historia
Nagrody Ukraińskiej Akademii Filmowej „Złoty Dziga” ufundowano w tym samym roku (1927), co samą Akademię, skupiającą ukraińskich filmowców. Pierwsze nagrody zostały zaprezentowane w 2017 roku w kijowskim Fairmont Grand Hotel Kiev.

## Statuetka
Kształt złotej statuetki nawiązuje do znaczenia słowa dzig (ukr. дзиґ, pol. bąk (zabawka)) – nazwy nagrody, będącej pseudonimem artystycznym patrona nagrody Dzigi Wiertowa. Wirujący bąk ma symbolizować nieustający i szybki rozwój ukraińskiego kina. Autorką koncepcji jest Olga Zacharowa, dyrektorka ds. marketingu strategicznego w Media Group Ukraine
Statuetkę zaprojektował ukraiński artysta Nazar Bilyk, który tak opisał Złotego Bąka/Dzigę: „Głównym elementem kompozycji jest rama wykonana z filmu, złoty czworokąt, który dynamicznie się obraca, reprezentujący kino. W [swoim] kształcie statuetka przypomina wir, ogień, kiełek, które są symbolami rozwoju i odnowy kina narodowego”

## Nagroda
Nagroda przyznawana jest w następujących 22 kategoriach:
- Najlepszy film,
- Najlepszy reżyser,
- Najlepszy aktor roli głównej,
- Najlepsza aktorka roli głównej,
- Najlepszy aktor drugoplanowy,
- Najlepszy aktorka drugoplanowa,
- Najlepszy operator filmowy,
- Najlepsza scenografia,
- Najlepszy scenariusz,
- Najlepszy kompozytor,
- Najlepszy film dokumentalny,
- Najlepszy film animowany,
- Najlepszy film krótkometrażowy,
- Najlepszy charakteryzator (od 2018)[4],
- Najlepszy kostiumolog (od 2018)[4],
- Najlepszy reżyser dźwięku (od 2018 r.)[5],
- Najlepsza piosenka (Artist Awards) (od 2019)[6],
- Nagroda za najlepsze efekty wizualne,
- Najlepszy montaż (nagroda przyznawana od 2019 roku)[6],
- Odkrycie Roku,
- Wkład w rozwój kinematografii ukraińskiej,
- Nagroda publiczności (nagroda przyznawana od 2018 roku)[7][8][9].

## Ceremonie i laureaci
| Ceremonia | Data             | Miejsce | Prowadzący uroczystość                 | Najlepszy film (laureat nagrody)          |
| --------- | ---------------- | ------- | -------------------------------------- | ----------------------------------------- |
| 1         | 20 kwietnia 2017 | Kijów   | Aleksander Skiczko                     | Gniazdo turkawki (ukr. Гніздо горлиці)    |
| 2         | 20 kwietnia 2018 | Kijów   | Achtem Seitabłajew i Wasilisa Frolowa  | Cyborgi (ukr. Кіборги)                    |
| 3         | 19 kwietnia 2019 | Kijów   | Daria Tregubowa i Oleg Paniuta         | Donbas (ukr. Донбас)                      |
| 4         | 3 maja 2020      | online  | Daria Tregubowa i Timur Mirosznyczenko | Moje myśli są ciche (ukr. Мої думки тихі) |